# Janko Popović
Janko Popović (...) è un ex giocatore di football americano serbo, che ha giocato nel ruolo di offensive lineman.